# Démographie du Pas-de-Calais
La démographie du Pas-de-Calais est caractérisée par une densité moyenne et une population jeune qui croît rapidement depuis les années 1950.
Avec ses 1 460 184 habitants en 2022, le département français du Pas-de-Calais se situe en 8e position sur le plan national.
En six ans, de 2015 à 2021, sa population a diminué de près de 11 250 unités, c'est-à-dire de plus ou moins 1 880 personnes par an. Mais cette variation est différenciée selon les 890 communes que comporte le département.
La densité de population du Pas-de-Calais, 218,9 habitants par kilomètre carré en 2022, est deux fois supérieure à celle de la France entière qui est de 107,1 hab./km2 pour la même année.
Le gentilé du Pas-de-Calais est Pas-de-Calaisien.

## Évolution démographique du département du Pas-de-Calais
Jusqu'à la Première Guerre mondiale, l'activité minière entretint une croissance démographique élevée (700 000 habitants vers 1850, presque 1 000 000 en 1900). La Première Guerre mondiale affecta directement le département qui connut l'occupation allemande et fut un des principaux champs de bataille, mais la population réaugmenta fortement dès le lendemain de la guerre, pour atteindre 1 200 000 habitants. Après la crise économique de 1929, une autre période de décroissance s'amorça, prolongée par la Seconde Guerre mondiale. Après 1945, la croissance revint avec la reconstruction et la population augmenta nettement pendant une vingtaine d'années, de 1 168 545 en 1946 à 1 397 159 en 1968. Depuis, le nombre d'habitants a stagné (1 441 568 en 1999), la population reste jeune et les naissances sont largement excédentaires sur les décès, mais le solde migratoire est fortement négatif à cause du déclin des activités minières et des industries liées. Certaines villes qui ne vivaient que des mines ont perdu jusqu'à la moitié de leur population au cours du dernier demi-siècle. 
En 2022, le département comptait 1 460 184 habitants, en évolution de −0,72 % par rapport à 2016 (France hors Mayotte : +2,11 %).
| 1791 | 1801    | 1806    | 1821    | 1826    | 1831    | 1836    | 1841    | 1846    |
| ---- | ------- | ------- | ------- | ------- | ------- | ------- | ------- | ------- |
| -    | 534 416 | 570 095 | 626 571 | 642 964 | 655 215 | 664 654 | 685 021 | 695 752 |

| 1851    | 1856    | 1861    | 1866    | 1872    | 1876    | 1881    | 1886    | 1891    |
| ------- | ------- | ------- | ------- | ------- | ------- | ------- | ------- | ------- |
| 692 994 | 712 846 | 724 338 | 749 777 | 761 158 | 793 140 | 819 022 | 853 526 | 874 364 |

| 1896    | 1901    | 1906      | 1911      | 1921    | 1926      | 1931      | 1936      | 1946      |
| ------- | ------- | --------- | --------- | ------- | --------- | --------- | --------- | --------- |
| 906 249 | 955 391 | 1 012 466 | 1 068 155 | 989 967 | 1 171 912 | 1 205 191 | 1 179 467 | 1 168 545 |

| 1954      | 1962      | 1968      | 1975      | 1982      | 1990      | 1999      | 2006      | 2011      |
| --------- | --------- | --------- | --------- | --------- | --------- | --------- | --------- | --------- |
| 1 276 833 | 1 366 282 | 1 397 159 | 1 402 295 | 1 412 413 | 1 433 203 | 1 441 568 | 1 453 387 | 1 462 807 |

| 2016      | 2021      | 2022      | - | - | - | - | - | - |
| --------- | --------- | --------- | - | - | - | - | - | - |
| 1 470 725 | 1 461 441 | 1 460 184 | - | - | - | - | - | - |

## Ancien bassin minier peuplé

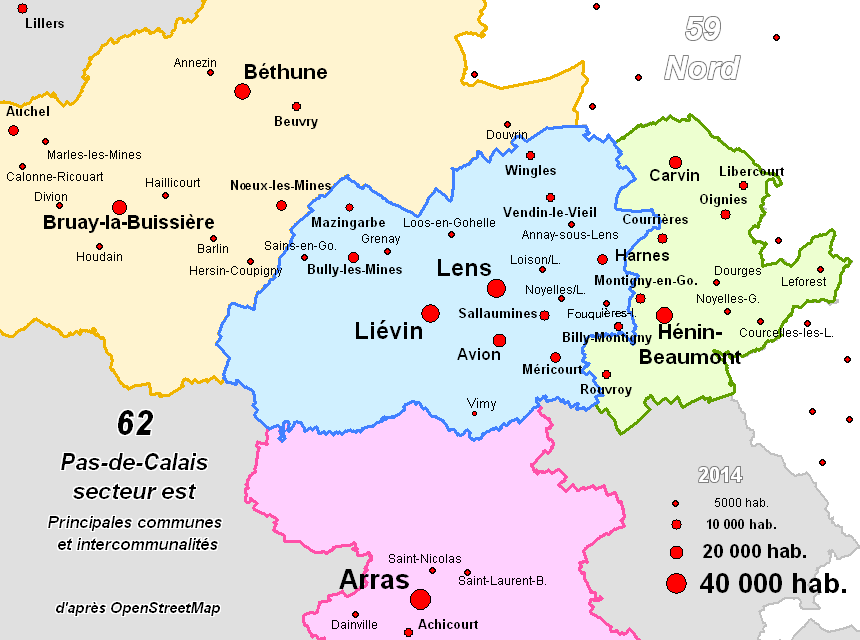
Secteur est (Béthune, Lens, Hénin-Beaumont), communes de plus de 5000 habitants

La partie la plus densément peuplée correspond aux mines de houille qui s'est beaucoup développé au cours du XIXe siècle et pendant la première moitié du XXe siècle, à l'est du département. On n'y trouve pas véritablement de grande ville, mais autour des centres comme Lens, Liévin, Béthune, Bruay-la-Buissière, Hénin-Beaumont. Une multitude de petites villes sont accolées les unes aux autres, formant une vaste conurbation qui se prolonge dans le département du Nord jusqu'à Douai et Valenciennes. Ces agglomérations forment un ensemble presque continu de plus de 1,2 million d'habitants (dont plus de la moitié dans le Pas-de-Calais). Les deux communautés d'agglomération de Lens-Liévin et d'Hénin-Carvin ont une population de 375 512 habitants, ce qui en fait la treizième position des agglomérations française et a une densité de 1 068 habitants au kilomètre carré.
Par contraste, le centre et le sud du département sont très ruraux (mais tout de même relativement denses), parsemés de très nombreux petits villages et de quelques petites villes.

## Population par divisions administratives

### Arrondissements
Le département du Pas-de-Calais comporte sept arrondissements. La population se concentre principalement sur l'arrondissement de Lens, qui recense 25 % de la population totale du département en 2022, avec une densité de 1 049 hab./km2, contre 20 % pour l'arrondissement de Béthune, 17 % pour celui d'Arras, 11 % pour celui de Boulogne-sur-Mer, 10 % pour celui de Calais, 9 % pour celui de Saint-Omer et 8 % pour celui de Montreuil.
| Arrondissement   | Population(2022) | Variation(2022/2016)                       | Superficie(km2) | Densité(hab./km2) |
| ---------------- | ---------------- | ------------------------------------------ | --------------- | ----------------- |
| Lens             | 368 724          | en évolution de +0,24 % par rapport à 2016 | 351,5           | 1 049             |
| Béthune          | 292 660          | en évolution de −0,45 % par rapport à 2016 | 707,4           | 413,7             |
| Arras            | 249 836          | en évolution de +0,36 % par rapport à 2016 | 2 245,3         | 111,3             |
| Boulogne-sur-Mer | 157 976          | en évolution de −1,11 % par rapport à 2016 | 633,7           | 249,3             |
| Calais           | 152 282          | en évolution de −3,92 % par rapport à 2016 | 593,4           | 256,6             |
| Saint-Omer       | 128 455          | en évolution de −0,89 % par rapport à 2016 | 813             | 158               |
| Montreuil        | 110 251          | en évolution de −1,67 % par rapport à 2016 | 1 327,1         | 83,1              |
| Source : Insee.  |                  |                                            |                 |                   |

### Communes de plus de15 000 habitants
Sur les 890 communes que comprend le département du Pas-de-Calais, 152 ont en 2021 une population municipale supérieure à 2 000 habitants, 72 ont plus de 5 000 habitants, 24 ont plus de 10 000 habitants, dix ont plus de 15 000 habitants et six ont plus de 25 000 habitants : Calais, Arras, Boulogne-sur-Mer, Lens, Liévin et Hénin-Beaumont.
Les évolutions respectives des communes de plus de 15 000 habitants sont présentées dans le tableau ci-après.
| Commune            | Population(2022) | Variation(2022/2016)                       | Superficie(km2) | Densité(hab./km2) |
| ------------------ | ---------------- | ------------------------------------------ | --------------- | ----------------- |
| Calais             | 67 585           | en évolution de −9,86 % par rapport à 2016 | 33,5            | 2 017,5           |
| Arras              | 42 621           | en évolution de +4,25 % par rapport à 2016 | 11,63           | 3 664,7           |
| Boulogne-sur-Mer   | 41 039           | en évolution de −1,51 % par rapport à 2016 | 8,42            | 4 874             |
| Lens               | 32 697           | en évolution de +6,54 % par rapport à 2016 | 11,7            | 2 794,6           |
| Liévin             | 30 113           | en évolution de −2,66 % par rapport à 2016 | 12,83           | 2 347,1           |
| Hénin-Beaumont     | 25 764           | en évolution de −0,53 % par rapport à 2016 | 20,72           | 1 243,4           |
| Béthune            | 25 342           | en évolution de +0,62 % par rapport à 2016 | 9,46            | 2 678,9           |
| Bruay-la-Buissière | 21 997           | en évolution de −1,05 % par rapport à 2016 | 16,35           | 1 345,4           |
| Carvin             | 17 966           | en évolution de +4,65 % par rapport à 2016 | 21,03           | 854,3             |
| Avion              | 17 571           | en évolution de −1,84 % par rapport à 2016 | 13,04           | 1 347,5           |
| Source : Insee.    |                  |                                            |                 |                   |

## Structures des variations de population

### Soldes naturels et migratoires depuis 1968
La variation moyenne annuelle est en baisse depuis les années 1970, passant de 0,1 à −0,1 %. 
Le solde naturel annuel qui est la différence entre le nombre de naissances et le nombre de décès enregistrés au cours d'une même année, a baissé, passant de 0,8 à 0,1 %. La baisse du taux de natalité, qui passe de 18,6 à 11,1 ‰, n'est en fait pas compensée par une baisse du taux de mortalité, qui parallèlement passe de 10,9 à 10,2 ‰.
Le flux migratoire reste négatif et diminue sur la période courant de 1968 à 2021. Il baisse de −0,7 à −0,2 %.
| Indicateurs démographiques                       | 1968 à1975 | 1975 à1982 | 1982 à1990 | 1990 à1999 | 1999 à2010 | 2010 à2015 | 2015 à2021 |
| ------------------------------------------------ | ---------- | ---------- | ---------- | ---------- | ---------- | ---------- | ---------- |
| Variation annuelle moyenne de la population en % | 0,1        | 0,1        | 0,2        | 0,1        | 0,1        | 0,2        | -0,1       |
| - due au solde naturel en %                      | 0,8        | 0,5        | 0,6        | 0,4        | 0,4        | 0,3        | 0,1        |
| - due au solde apparent des entrées sorties en % | -0,7       | -0,4       | -0,4       | -0,3       | -0,3       | -0,2       | -0,2       |
| Taux de natalité en ‰                            | 18,6       | 16,1       | 16,0       | 13,5       | 13,5       | 13,2       | 11,1       |
| Taux de mortalité en ‰                           | 10,9       | 10,9       | 10,3       | 9,6        | 9,6        | 9,7        | 10,2       |
| Source : Insee.                                  |            |            |            |            |            |            |            |

### Mouvements naturels sur la période 2014-2022
En 2014, 18 809 naissances ont été dénombrées contre 13 826 décès. Le nombre annuel des naissances a diminué depuis cette date, passant à 15 030 en 2022, indépendamment à une augmentation, mais relativement faible, du nombre de décès, avec 16 088 en 2022. Le solde naturel est ainsi négatif et diminue, passant de 4 983 à −1 058.
Pour des raisons techniques, il est temporairement impossible d'afficher le graphique qui aurait dû être présenté ici.

## Densité de population
La densité de population est en augmentation depuis 1968, en cohérence avec l'augmentation de la population.
En 2021, la densité était de 219,1 hab./km2.
| 1968 |  | 209.4 |  |

| 1975 |  | 210.2 |  |

| 1982 |  | 211.7 |  |

| 1990 |  | 214.8 |  |

| 1999 |  | 216.1 |  |

| 2010 |  | 219.1 |  |

| 2015 |  | 220.7 |  |

| 2021 |  | 219.1 |  |

## Répartition par sexes et tranches d'âges
La population du département est plus jeune qu'au niveau national.
En 2021, le taux de personnes d'un âge inférieur à 30 ans s'élève à 35,9 %, soit au-dessus de la moyenne nationale (35,1 %). À l'inverse, le taux de personnes d'âge supérieur à 60 ans est de 25,8 % la même année, alors qu'il est de 26,6 % au niveau national.
En 2021, le département comptait 707 503 hommes pour 753 938 femmes, soit un taux de 51,59 % de femmes, légèrement inférieur au taux national (51,61 %).
Les pyramides des âges du département et de la France s'établissent comme suit.
| Hommes | Classe d’âge | Femmes |
| ------ | ------------ | ------ |
| 0,5    | 90 ou +      | 1,6    |
| 5,6    | 75-89 ans    | 8,9    |
| 16,7   | 60-74 ans    | 18,1   |
| 20,2   | 45-59 ans    | 19,2   |
| 18,9   | 30-44 ans    | 18,1   |
| 18,2   | 15-29 ans    | 16,2   |
| 19,9   | 0-14 ans     | 17,9   |

| Hommes | Classe d’âge | Femmes |
| ------ | ------------ | ------ |
| 0,7    | 90 ou +      | 1,9    |
| 7,0    | 75-89 ans    | 9,5    |
| 16,6   | 60-74 ans    | 17,5   |
| 20,0   | 45-59 ans    | 19,5   |
| 18,8   | 30-44 ans    | 18,3   |
| 18,3   | 15-29 ans    | 16,7   |
| 18,6   | 0-14 ans     | 16,7   |

## Répartition par catégories socioprofessionnelles
La catégorie socioprofessionnelle des ouvriers est surreprésentée par rapport au niveau national. Avec 15,5 % en 2021, elle est 3,8 points au-dessus du taux national (11,7 %). La catégorie socioprofessionnelle des cadres et professions intellectuelles supérieures est quant à elle sous-représentée par rapport au niveau national. Avec 5,2 % en 2021, elle est 4,9 points en dessous du taux national (10,1 %).
| Catégorie socioprofessionnelle                    | 2015      | 2015 | 2021      | 2021 | Détails de l'année 2021 | Détails de l'année 2021 | Détails de l'année 2021            | Détails de l'année 2021            | Détails de l'année 2021            |
| Catégorie socioprofessionnelle                    | Nb        | %    | Nb        | %    | Hommes                  | Femmes                  | Part en % de la population âgée de | Part en % de la population âgée de | Part en % de la population âgée de |
| Catégorie socioprofessionnelle                    | Nb        | %    | Nb        | %    | Hommes                  | Femmes                  | 15 à 24 ans                        | 25 à 54 ans                        | 55 ans ou +                        |
| ------------------------------------------------- | --------- | ---- | --------- | ---- | ----------------------- | ----------------------- | ---------------------------------- | ---------------------------------- | ---------------------------------- |
| Agriculteurs exploitants                          | 7 229     | 0,6  | 6 547     | 0,6  | 4 937                   | 1 610                   | 0,1                                | 0,8                                | 0,5                                |
| Artisans, commerçants, chefs d'entreprise         | 30 636    | 2,6  | 31 761    | 2,7  | 21 118                  | 10 644                  | 0,6                                | 4,4                                | 1,5                                |
| Cadres et professions intellectuelles supérieures | 55 144    | 4,7  | 62 091    | 5,2  | 37 891                  | 24 200                  | 1,1                                | 8,9                                | 2,5                                |
| Professions intermédiaires                        | 147 519   | 12,5 | 155 382   | 13,1 | 74 654                  | 80 727                  | 7,6                                | 22,4                               | 4,5                                |
| Employés                                          | 201 316   | 17,1 | 197 588   | 16,6 | 49 839                  | 147 749                 | 14,8                               | 26,0                               | 6,6                                |
| Ouvriers                                          | 189 539   | 16,1 | 184 261   | 15,5 | 150 948                 | 33 313                  | 15,2                               | 24,4                               | 5,5                                |
| Retraités                                         | 310 992   | 26,4 | 317 342   | 26,7 | 145 373                 | 171 969                 | 0,0                                | 0,2                                | 66,5                               |
| Autres personnes sans activité professionnelle    | 237 228   | 20,1 | 234 406   | 19,7 | 83 993                  | 150 413                 | 60,7                               | 12,9                               | 12,4                               |
| Ensemble                                          | 1 179 602 | 100  | 1 189 379 | 100  | 568 754                 | 620 625                 | 100                                | 100                                | 100                                |
| Sources : Insee,.                                 |           |      |           |      |                         |                         |                                    |                                    |                                    |